# Val-de-Bonnieure
Val-de-Bonnieure est une commune nouvelle française créée le 1er janvier 2018 située dans le département de la Charente en région Nouvelle-Aquitaine.

## Géographie
Il convient de se reporter aux articles consacrés aux anciennes communes fusionnées.

## Urbanisme

### Typologie
Au 1er janvier 2024, Val-de-Bonnieure est catégorisée commune rurale à habitat dispersé, selon la nouvelle grille communale de densité à 7 niveaux définie par l'Insee en 2022.
Elle est située hors unité urbaine et hors attraction des villes,.

### Risques majeurs
Le territoire de la commune de Val-de-Bonnieure est vulnérable à différents aléas naturels : météorologiques (tempête, orage, neige, grand froid, canicule ou sécheresse), inondations et séisme (sismicité modérée). Un site publié par le BRGM permet d'évaluer simplement et rapidement les risques d'un bien localisé soit par son adresse soit par le numéro de sa parcelle.
Certaines parties du territoire communal sont susceptibles d’être affectées par le risque d’inondation par débordement de cours d'eau, notamment la Bonnieure et la Tardoire. La commune a été reconnue en état de catastrophe naturelle au titre des dommages causés par les inondations et coulées de boue survenues en 1982, 1983 et 1999,.

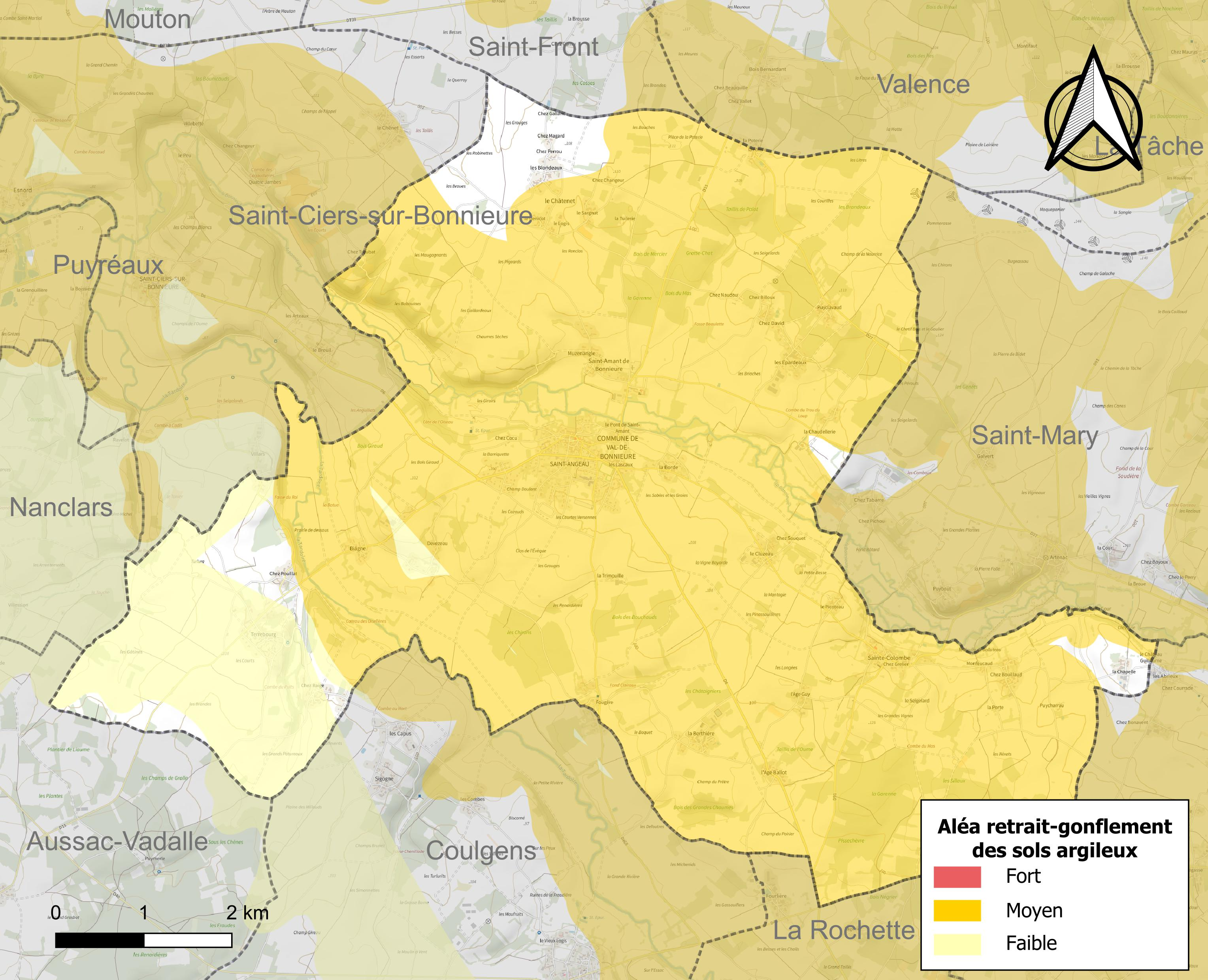
Carte des zones d'aléa retrait-gonflement des sols argileux de Val-de-Bonnieure.

Le retrait-gonflement des sols argileux est susceptible d'engendrer des dommages importants aux bâtiments en cas d’alternance de périodes de sécheresse et de pluie. 84,2 % de la superficie communale est en aléa moyen ou fort (67,4 % au niveau départemental et 48,5 % au niveau national). Sur les 737 bâtiments dénombrés sur la commune en 2019,  602 sont en aléa moyen ou fort, soit 82 %, à comparer aux 81 % au niveau départemental et 54 % au niveau national. Une cartographie de l'exposition du territoire national au retrait gonflement des sols argileux est disponible sur le site du BRGM,.
Par ailleurs, afin de mieux appréhender le risque d’affaissement de terrain, l'inventaire national des cavités souterraines permet de localiser celles situées sur la commune.
Concernant les mouvements de terrains, la commune a été reconnue en état de catastrophe naturelle au titre des dommages causés par des mouvements de terrain en 1999.

## Toponymie
Voir celle de l'ancienne commune de Saint-Amant-de-Bonnieure.

## Histoire
Créée au 1er janvier 2018 par un arrêté du préfet de la Charente du 7 novembre 2017, elle regroupe les anciennes communes de Saint-Angeau, Sainte-Colombe et Saint-Amant-de-Bonnieure.

## Politique et administration

### Conseil municipal
Jusqu'aux prochaines élections municipales de 2020, le conseil municipal de la nouvelle commune est constitué de tous les conseillers municipaux issus des conseils des anciennes communes. Le maire de chacune d'entre elles devient maire délégué.

### Composition
La commune nouvelle est formée par la réunion de 3 anciennes communes :
| Nom                      | Code Insee | Code postal | Superficie (km2) | Population (dernière pop. légale) | Densité (hab./km2) | Modifier                                    |
| ------------------------ | ---------- | ----------- | ---------------- | --------------------------------- | ------------------ | ------------------------------------------- |
| Saint-Angeau (siège)     | 16300      |             | 10,94            | 768 (2015)                        | 70                 | modifier les données · modifier les données |
| Sainte-Colombe           | 16309      |             | 6,50             | 188 (2015)                        | 29                 | modifier les données · modifier les données |
| Saint-Amant-de-Bonnieure | 16296      |             | 10,67            | 358 (2015)                        | 34                 | modifier les données · modifier les données |

### Liste des maires
| Période      | Période  | Identité          | Étiquette | Qualité                                                   |
| ------------ | -------- | ----------------- | --------- | --------------------------------------------------------- |
| Janvier 2018 | Mai 2020 | Jacques Bourabier | SE        |                                                           |
| Mai 2020     | En cours | Aurélie Lacroix   |           | Profession intermédiaire de la santé et du travail social |

## Population et société

### Démographie
L'évolution du nombre d'habitants est connue à travers les recensements de la population effectués dans la commune depuis sa création.

En 2022, la commune comptait 1 339 habitants, en évolution de +2,14 % par rapport à 2016 (Charente : −0,48 %, France hors Mayotte : +2,11 %).
| 2015  | 2020  | 2022  |
| ----- | ----- | ----- |
| 1 314 | 1 318 | 1 339 |

## Économie
Il convient de se reporter aux articles consacrés aux anciennes communes fusionnées.

## Culture locale et patrimoine

### Lieux et monuments
Il convient de se reporter aux articles consacrés aux anciennes communes fusionnées.

### Personnalités liées à la commune
Il convient de se reporter aux articles consacrés aux anciennes communes fusionnées.